# Гусман Лоэра, Хоакин
Хоаки́н Арчива́льдо Гусма́н Лоэ́ра (исп. Joaquín Archivaldo Guzmán Loera), известен как «Эль Чапо» (исп. El Chapo — Коротышка; род. 4 апреля 1957, Ла Туна, Бадирагуато, Синалоа, Мексика) —  глава наркокартеля Синалоа. Был арестован несколько раз, однако ему удавалось бежать из-под стражи. В январе 2016 года вновь был арестован в Мексике и в январе 2017 года экстрадирован в США. В феврале 2019 года коллегия присяжных вынесла Гусману обвинительный вердикт. 17 июля того же года он был приговорён к пожизненному тюремному заключению без права на досрочное освобождение. После его ареста наркокартель возглавил его сын Овидио Гусман Лопес.

## Биография

### Ранние годы
Гусман Лоэра родился в бедной фермерской семье в сельской местности Ла-Туна, муниципалитет Бадирагуато, штат Синалоа. У него было две младших сестры и четыре младших брата. В детстве Гусман торговал апельсинами и учился от случая к случаю: ближайшая школа находилась в 60 километрах от его дома, и Гусман получал образование благодаря редким репетиторам. В итоге он бросил школьное обучение, чтобы работать вместе с отцом. Отец Гусмана официально был скотоводом, но на самом деле занимался выращиванием опия. Когда Гусману было 15 лет, отец выгнал его из дома из-за частых конфликтов, после чего  какое-то время тот жил у деда. Примерно через пять лет Хоакин покинул Бадирагуато в поисках лучшей жизни для себя.

### Преступная деятельность
Пользуясь родственными связями (дядя Гусмана был одним из первых мексиканских перевозчиков наркотиков), Хоакин был принят в банду Эктора Пальмы, который, в свою очередь, работал на картель Гвадалахары под руководством Феликса Гальярдо — одного из крупнейших наркобаронов Мексики в то время.
Гусман быстро заработал себе репутацию амбициозного и серьёзного торговца: за задержку поставок он лично убивал перевозчиков на месте. Та же судьба ожидала многих конкурентов и перебежчиков, соблазнившихся более высокими зарплатами, чем у Гусмана. В начале 1980-х годов Гусман был представлен Феликсу Гальярдо и стал его личным водителем. Вскоре Гальярдо назначил Гусмана главным по логистическим операциям: Гусман контролировал поставку наркотиков из Колумбии по суше, воздуху и воде, тогда как Саласар отвечал за их доставку в США.
Если в 1970-х и начале 1980-х годов колумбийские наркобароны считали Мексику вторичным по важности путём (основные поставки осуществлялись через карибский и флоридский коридоры), то усиление правительством США контроля за этими путями привело к тому, что доля Мексики в перевозках наркотиков значительно выросла. В результате, мексиканские группировки значительно усилились по сравнению со своими карибскими конкурентами. В 1989 году Гальярдо был арестован и заключён в тюрьму, а Гвадалахарский картель был разделён его лидерами на три картеля — Тихуанский под контролем братьев Ареяно, Хуареса под контролем семьи Фуэнтес и Синалоа под контролем Гусмана. Картель Синалоа взял под свой контроль коридоры в Текате, Мехикали и Сан-Луис-Рио-Колорадо, через которые шли поставки наркотиков в Калифорнию и Аризону.
В 1993 году Гусман был арестован в Гватемале, экстрадирован в Мексику и приговорён к 20 годам тюрьмы за убийство и перевозку наркотиков. Подкупив работников тюремного заведения, Гусман сумел бежать из тюрьмы максимально строгого содержания в 2001 году, спрятавшись в тележке с грязным бельём. Разыскивался правительствами США и Мексики, а также Интерполом. За информацию, ведущую к поимке Гусмана, власти США предлагали 5 млн долларов, а власти Мексики — 60 млн песо (около 3,8 млн долларов).
22 февраля 2014 года Гусман был пойман мексиканскими властями без единого выстрела в своей квартире у пляжа в Масатлане. 11 июля 2015 года Эль Чапо бежал из особо охраняемой тюрьмы в Мексике; под его камерой на глубине двадцати метров был обнаружен тоннель длиной полтора километра.
В декабре 2015 года Эль Чапо пригрозил лидеру ИГ Абу Бакру аль-Багдади расправой за уничтожение партии наркотиков.
8 января 2016 года правоохранительные органы Мексики вновь поймали Гусмана. Об этом сообщил на своей странице в Twitter президент Энрике Пенья Ньето. Мексиканские спецслужбы, получив информацию, что «Коротышка» скрывается в родном штате Синалоа, привлекли для участия в операции по его аресту элитное подразделение морской пехоты, но наркобарону удалось бежать через канализацию и захватить автомобиль. Но вскоре он был вновь обнаружен на дороге вблизи города Лос-Мочис и арестован. Схваченного наркобарона под усиленной охраной вернули в ту же самую тюрьму, из которой он бежал полгода назад. Правоохранителям удалось поймать Эль Чапо благодаря его романтической переписке с 43-летней мексиканской актрисой Кейт дель Кастильо. Генеральный прокурор Мексики Арели Гомес заявил, что поймать Гусмана помогло его собственное тщеславие: он хотел, чтобы про него сняли фильм, проводил встречи с актёрами и продюсерами и помог этим следствию выйти на самого себя. Так, в январе 2016 года актёр Шон Пенн взял интервью у Эль Чапо для журнала Rolling Stone, что помогло правоохранителям выйти на след наркобарона. Гусман дал интервью Пенну, потому что хотел, чтобы в Голливуде сняли фильм о его жизни. По информации агентства Reuters, власти знали о встрече Пенна с Эль Чапо и следили за передвижениями актёра.
Осенью 2016 года медики обследовали Гусмана и вынесли заключение о том, что наркобарон страдает от нейрокогнитивных нарушений. Врачи отметили у Эль Чапо кратковременные провалы в памяти, дезориентацию в пространстве и головные боли. Доктора заявили, что у Гусмана имеются признаки, свидетельствующие о плохом обращении в тюрьме.
Через два дня после ареста Гусмана был начат процесс его экстрадиции в США. 19 января 2017 года Гусман был экстрадирован в США. Тюремную еду для Хоакина Гусмана проверяет на наличие яда специально обученная служебная собака. После экстрадиции в США в Мексике началась война наркокартелей за контроль над картелем Гусмана Синалоа. С начала 2017 года в штате Синалоа произошло 764 убийства, по информации правоохранителей этот показатель наивысший за шесть лет.
В феврале 2019 года после совещания, длившегося 34 часа в течение шести дней, коллегия присяжных американского суда вынесла Гусману обвинительный вердикт. 17 июля 2019 года судья Брайан Коган приговорил Гусмана к пожизненному лишению свободы без права на досрочное освобождение, а также к 30 годам тюрьмы и конфискации имущества на сумму более 12 млрд долларов.

## Оценки деятельности
С 2009 по 2011 год Гусман занимал 41-е, 55-е и 60-е места соответственно в списке самых могущественных людей мира по версии журнала Forbes. При этом он являлся вторым по влиятельности человеком в Мексике после Карлоса Слима.
После смерти Усамы бен Ладена Гусман стал самым опасным разыскиваемым преступником мира. В 2011 году по версии Forbes Хоакин занял первое место в списке самых разыскиваемых преступников мира. Гусман Лоэра являлся лидером крупнейшего наркокартеля Синалоа. Власти США объявили награду в размере 5 млн долларов за поимку Гусмана Лоэры. Это одна из самых крупных наград в истории международной борьбы с наркомафией. «Карьеру» наркоторговца Хоакин начинал в качестве «ученика» Мигеля Анхеля Феликса Гальярдо.
В 2011 году Гусман вошёл в список миллиардеров по версии Forbes под номером 1140. Журнал оценивал состояние наркобарона в 1 млрд долларов США. Журнал также назвал его «самым крупным наркоторговцем в истории». По данным US Drug Enforcement Administration (DEA) по влиятельности и состоянию Гусман превзошёл Пабло Эскобара.

## В культуре
- Весной 2017 года СМИ сообщили о том, что голливудский режиссёр Майкл Бэй рассматривает предложение компании Sony снять криминальную драму об Эль Чапо[44][45].
- В 2017 году об Эль Чапо снят телесериал «Эль Чапо».
- В 2018 году вышел телесериал «Нарко: Мексика». Лоэру сыграл актёр Алехандро Эдда.
- В 2017 году снят фильм «День, когда я встретила Эль Чапо: История Кейт дель Кастильо» об мексикано-американской актрисе Кейт дель Кастильо, в котором по большей части рассказывается о её отношениях с Эль Чапо.